# Zatoka Falsztyńska

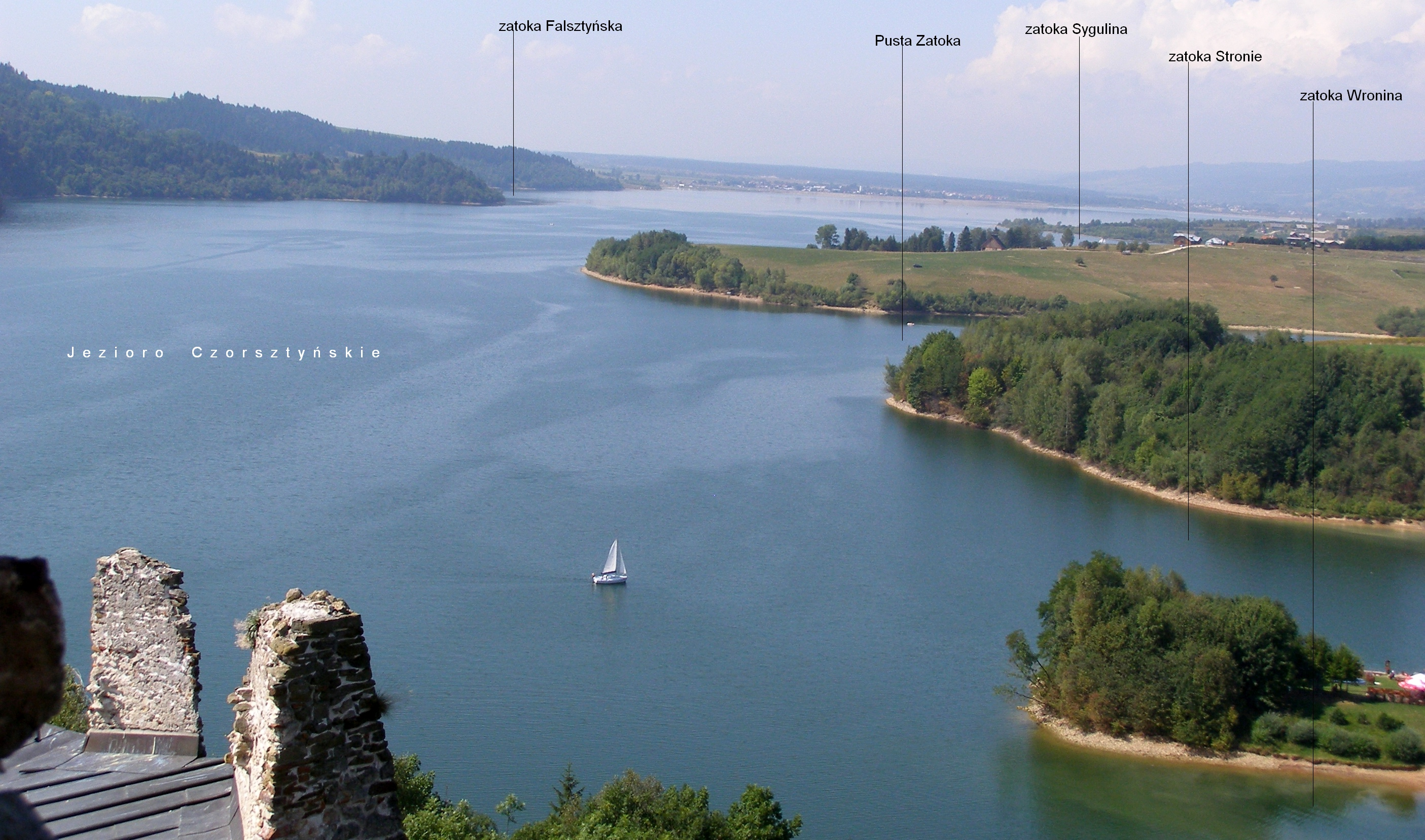
Widok z Zamku Czorsztyn

Zatoka Falsztyńska – zatoka na prawym brzegu Jeziora Czorsztyńskiego. Jej środkiem biegnie granica między miejscowościami Falsztyn i Frydman w województwie małopolskim, w powiecie nowotarskim, w gminie Łapsze Niżne.
Dawniej była to dolina niewielkiego, bezimiennego potoku, po wybudowaniu Zapory Niedzica na Czorsztyńskim Przełomie i napełnianiu Jeziora Czorsztyńskiego wodą, stała się zatoką. Cały teren nad zatoką porasta las, równolegle do brzegu zatoki lasem tym biegnie droga. Zatoka z brzegu jest trudno dostępna z powodu stromego brzegu. Łowić tu można leszcze, szczupaki, okonie, płocie, klenie i ukleje; rzadziej pstrągi tęczowe i trocie jeziorowe.
Wokół Zatoki Falsztyńskiej i całego Jeziora Czorsztyńskiego prowadzi szlak rowerowy.